# Enciclopedia Libre Universal en Español
Enciclopedia Libre Universal en Español е уики, онлайн енциклопедия на испански език. Тя е под лиценза Криейтив Комънс, използва софтуера „МедияУики“. Започва като форк от Уикипедия на испански език. Основана е през 2002 г. от редактори в Уикипедия на испански, които решават да започнат независим проект. На 26 февруари 2002 г., водени от Едгар Ениеди, те напускат Уикипедия и създават сайта. Той е предоставен безплатно от Севилския университет, със свободно лицензирани статии от Уикипедия на испански.